# Petăr Petrov (atleta)
Petăr Nikolov Petrov (in bulgaro Петър Николов Петров?; Svištov, 17 febbraio 1955) è un ex velocista bulgaro, medaglia di bronzo nei 100 metri piani ai Giochi olimpici di Mosca 1980 e primatista bulgaro della specialità.

## Biografia
A livello giovanile ha vinto due medaglie d'argento nei 100 e 200 metri piani agli Europei juniores del 1973.
Vanta inoltre tre medaglie europee indoor (un argento e due bronzi) nei 60 metri piani conquistate nel 1976, 1978 e 1979.

## Palmarès
| Anno | Manifestazione   | Sede     | Evento      | Risultato        | Prestazione | Note             |
| ---- | ---------------- | -------- | ----------- | ---------------- | ----------- | ---------------- |
| 1973 | Europei juniores | Duisburg | 100 m piani | Argento          | 10"49       |                  |
| 1973 | Europei juniores | Duisburg | 200 m piani | Argento          | 21"12       |                  |
| 1974 | Europei          | Roma     | 200 m piani | Batteria         | 21"49       |                  |
| 1974 | Europei          | Roma     | 4×100 m     | 7º               | 39"91       |                  |
| 1976 | Europei indoor   | Monaco   | 60 m piani  | Bronzo           | 6"68        |                  |
| 1976 | Giochi olimpici  | Montréal | 100 m piani | 8º               | 10"35       |                  |
| 1976 | Giochi olimpici  | Montréal | 200 m piani | Batteria         | dns         |                  |
| 1978 | Europei indoor   | Milano   | 60 m piani  | Argento          | 6"66        |                  |
| 1978 | Europei          | Praga    | 100 m piani | 4º               | 10"41       |                  |
| 1978 | Europei          | Praga    | 4×100 m     | Batteria         | dnf         |                  |
| 1979 | Europei indoor   | Vienna   | 60 m piani  | Bronzo           | 6"63        |                  |
| 1980 | Giochi olimpici  | Mosca    | 100 m piani | Bronzo           | 10"42       |                  |
| 1980 | Giochi olimpici  | Mosca    | 200 m piani | Quarti di finale | 21"89       |                  |
| 1980 | Giochi olimpici  | Mosca    | 4×100 m     | 6º               | 38"99       | Record nazionale |
| 1982 | Europei          | Atene    | 100 m piani | Batteria         | 10"48       |                  |
| 1982 | Europei          | Atene    | 4×100 m     | 8º               | 39"39       |                  |